# Technique de l'orchestre moderne
Technique de l'orchestre moderne faisant suite au Traité d'instrumentation et d'orchestration de H. Berlioz, ou Technique de l'orchestre moderne, est un traité d'orchestration rédigé par le compositeur français Charles-Marie Widor et publié pour la première fois en 1904 à Paris.

## Présentation
Technique de l'orchestre moderne paraît en 1904 aux éditions Henry Lemoine et se présente comme une révision et un supplément au Traité d'instrumentation et d'orchestration de Berlioz.
Pour Anne-Isabelle de Parcevaux, « synthèse du parcours musical de Widor, l'ouvrage réunit son expérience de chef d'orchestre à la Concordia, son expérience de professeur, confronté aux questions et difficultés des élèves, son expérience de compositeur enfin, qui a touché tous les genres, traité tous les instruments, et appris au contact des plus grands interprètes de son temps le langage idiomatique de chacun d'entre eux et leurs possibilités techniques ».
Le livre est un succès. Il est réédité deux fois du vivant de Widor, en 1910 et 1925, et est traduit en plusieurs langues. Le traité fera référence jusqu'au monumental Traité de l'orchestration en cinq volumes de Charles Koechlin (publié de 1954 à 1959).

## Contenu
Les exemples musicaux choisis par Widor sont puisés parmi des œuvres de compositeurs anciens et modernes, avec une plus grande présence des anciens, cependant. Figurent ainsi Wagner et Berlioz, « auxquels [l'auteur] voue une particulière prédilection », aux côtés de Bach, Mozart, Beethoven, Mendelssohn, Schumann, Franck et Liszt. Parmi les contemporains de Widor, on relève des citations de Camille Saint-Saëns, Claude Debussy, Léo Delibes, Paul Dukas, Jules Massenet, Giacomo Meyerbeer, Johannes Brahms, Piotr Ilitch Tchaïkovski, Nikolaï Rimski-Korsakov et les compositeurs russes de l'école moderne. Certaines des propres compositions de Widor sont également citées, ainsi qu'un « certain nombre de compositeurs méconnus italiens, allemands, russes ou français ».
Selon Anne-Isabelle de Parcevaux, « pédagogique, d'une grande clarté, l'ouvrage y révèle son auteur : volontiers minutieux dans le détail (trilles, tenues), toujours prudent, Widor agrémente son discours d'images parlantes et de quelques touches d'humour. Les ultimes principes directeurs exposés en conclusion pour guider le lecteur sont remplis de pragmatisme et de bon sens ».

### Édition
- Charles-Marie Widor, Technique de l'orchestre moderne faisant suite au Traité d'instrumentation et d'orchestration de H. Berlioz, Paris, Éditions Henry Lemoine (BNF 43337534).

### Ouvrages généraux
- Anne-Isabelle de Parcevaux, Charles-Marie Widor, Bleu nuit éditeur, coll. « horizons » (no 47), 2015, 176 p. (ISBN 978-2-35884-046-0).